# 联合国安全理事会第1820号决议
联合国安理会1820号决议是联合国安全理事会于2008年6月19日在第5916次会议上通过的一项决议。该决议表示将继续执行联合国安理会1325号决议、联合国安理会1612号决议和联合国安理会1674号决议，决心消除针对妇女和女孩的一切形式暴力，确保各国在武装冲突期间和武装冲突后保护平民，尤其是妇女和女孩，要求联合国秘书长在2009年6月30日前向安理会提交关于本决议执行情况的报告。